# Autostrada A42 (Niemcy)
Autostrada A42 (niem. Bundesautobahn 42 (BAB 42) także Autobahn 42 (A42)) – autostrada w Niemczech przebiegająca przez Zagłębie Ruhry od skrzyżowania z autostradą A57 koło Kamp-Lintfort do skrzyżowania z autostradą A45 koło Dortmundu.
A42 nazywana jest potocznie Emscherschnellweg.